# Richard Triebe
Richard Triebe (* 25. Dezember 1922 in Břežánky, Tschechoslowakei; † 11. Juli 2012 in Regensburg) war ein sudetendeutscher Bildhauer, Maler, Grafiker und Regensburger Dombaumeister.

## Leben

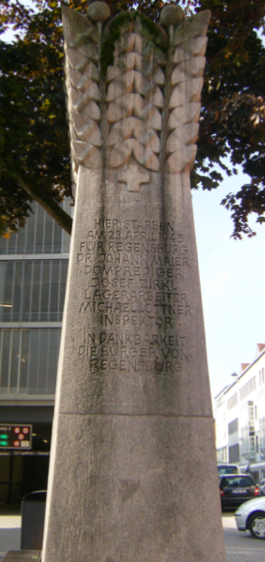
Mahnmal der Opfer der NS-Verbrechen, Dachauplatz, Regensburg (1975)

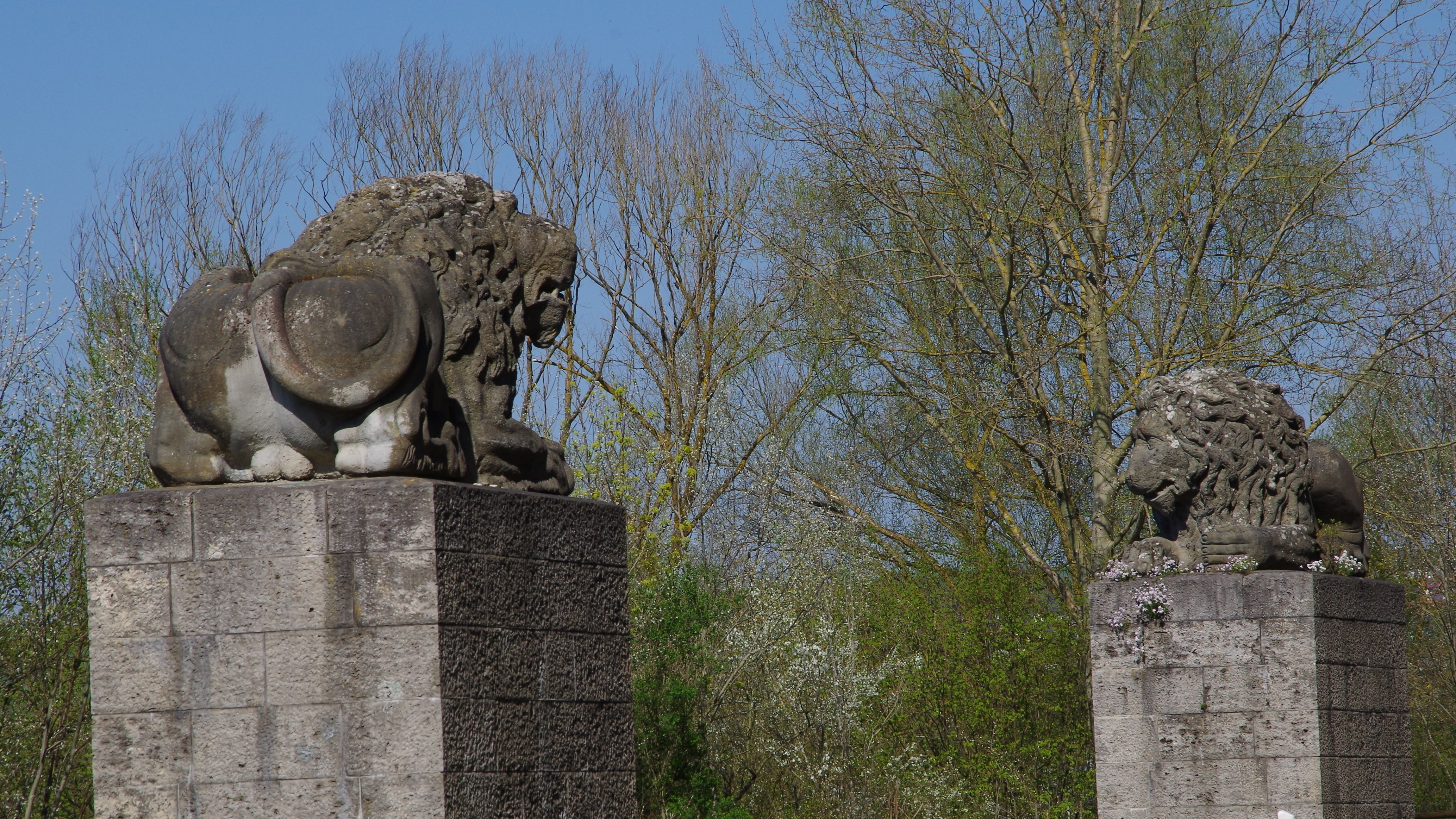
Die Löwen von Franz Joseph Muxel bei Bad Abbach, (Kopien von Richard Triebe, Köpfe original)

Richard Triebe wurde in Břežánky (deutsch Briesen) geboren und wuchs in Telnice (Tellnitz) bei Ústí nad Labem (Aussig) auf. Sein Vater stammte aus Obergeorgenthal. In Aussig besuchte Richard Triebe die Bürgerschule in der Theodor-Körner-Straße. Nach kurzem Kriegseinsatz im Zweiten Weltkrieg geriet er in britische Kriegsgefangenschaft. Nach Kriegsende kam er nach Regensburg. Dort legte er nach der Ausbildung zum Bildhauer bei Josef Obermeier die Meisterprüfung im Steinmetz- und Bildhauerhandwerk 1952 ab.
Seit 1951 war er Mitglied des Bundesverbandes Bildender Künstlerinnen und Künstler (BBK) Niederbayern/Oberpfalz, dort von 1969 bis 1986 auch 2. Vorsitzender, und seit 1953 im Kunst- und Gewerbeverein Regensburg. Von 1957 bis 1986 arbeitete er nach Josef Zentner als letzter freischaffender Leiter der Dombauhütte Regensburg. Sein Nachfolger Helmut Stuhlfelder hatte 1971 bei ihm zu lernen begonnen. Zudem war Triebe bis 1998 Heimatpfleger der Stadt Regensburg. Er schuf zahlreiche, vorwiegend feinfühlig gestaltete Skulpturen und Plastiken in Stein und Bronze. Hinzu kamen etliche Druckgrafiken. Am Löwendenkmal bei Bad Abbach fertigte der Bildhauer 1978, unter Verwendung der Originalköpfe, die beiden 1945 gesprengten Monumentallöwen von Franz Joseph Muxel neu. Er lebte nach seiner Tätigkeit als Dombaumeister bis zu seinem Tode in Etterzhausen. Er war verheiratet und Vater dreier Kinder.

## Auszeichnungen
- 1974: Nordgau-Kulturpreis der Stadt Amberg in der Kategorie „Bildende Kunst“
- 1986: Kulturpreis der Stadt Regensburg
- 2012: Goldenes Ehrenblatt des Kunst- und Gewerbevereins Regensburg
- Kulturpreis Ostbayern
- Adalbert-Stifter-Medaille
- Gustav-Albert-Ehrenplakette, Arbeitsgemeinschaft Friedhof und Denkmal (AFD)
- Große goldene Ehrennadel des Bundesinnungsverbands des Deutschen Steinmetz- und Steinbildhauerhandwerks
- St. Wolfgang-Verdienstmedaille
- Bundesverdienstkreuz am Bande